# Erquelinnes
Erquelinnes (wa. i pcd. Erkelene) – miejscowość i gmina (commune) w Belgii, w Regionie Walońskim, w prowincji Hainaut, w okręgu Thuin. 1 stycznia 2024 roku liczyła 10 039 mieszkańców. Łączna powierzchnia gminy wynosi 44,54 km², a jej gęstość zaludnienia wynosi 225 osób/km². Leży przy granicy z Francją.

## Podział administracyjny
W skład gminy wchodzi pięć dzielnic (section):
- Bersillies-l’Abbaye
- Grand-Reng
- Hantes-Wihéries
- Montignies-Saint-Christophe
- Solre-sur-Sambre

## Współpraca
Miejscowości partnerskie:
- Jeumont, Francja
- Żelazków, Polska